# Мацієвський Аркадій Юхимович
Арка́дій Юхи́мович Маціє́вський (19 травня 1931, село Бобрик Перший Любашівського району Одеської області — 14 грудня 2006, Кіровоград) — український скульптор.

## Біографія
У 1953 році закінчив скульптурне відділення Одеського державного художнього училища. З 1960 року брав активну участь у республіканських художніх виставках. З 1964 року — член Спілки художників СРСР, з 1991 року — член Національної спілки художників України. З 1953 по 1970 рік працював скульптором Станіславської спілки художників (зараз м. Івано-Франківськ) та Івано-Франківських художніх майстерень художнього фонду УРСР. З 1970 року — скульптор художньо-виробничих майстерень художнього фонду УРСР м. Кіровограда.
У 1980 році Аркадій Мацієвський став лауреатом Кіровоградської обласної премії ім. Ю. Яновського. У 1998 році був нагороджений дипломом І ступеня на конкурсі «Таланти Кировоградщини».
Аркадій Мацієвський працював в галузях станкової та монументальної скульптури. Твори скульптора зберігаються в багатьох музеях та приватних колекціях у Кропивницькому, Івано-Франківську, Києві, Чигирині, Москві.

## Творчість

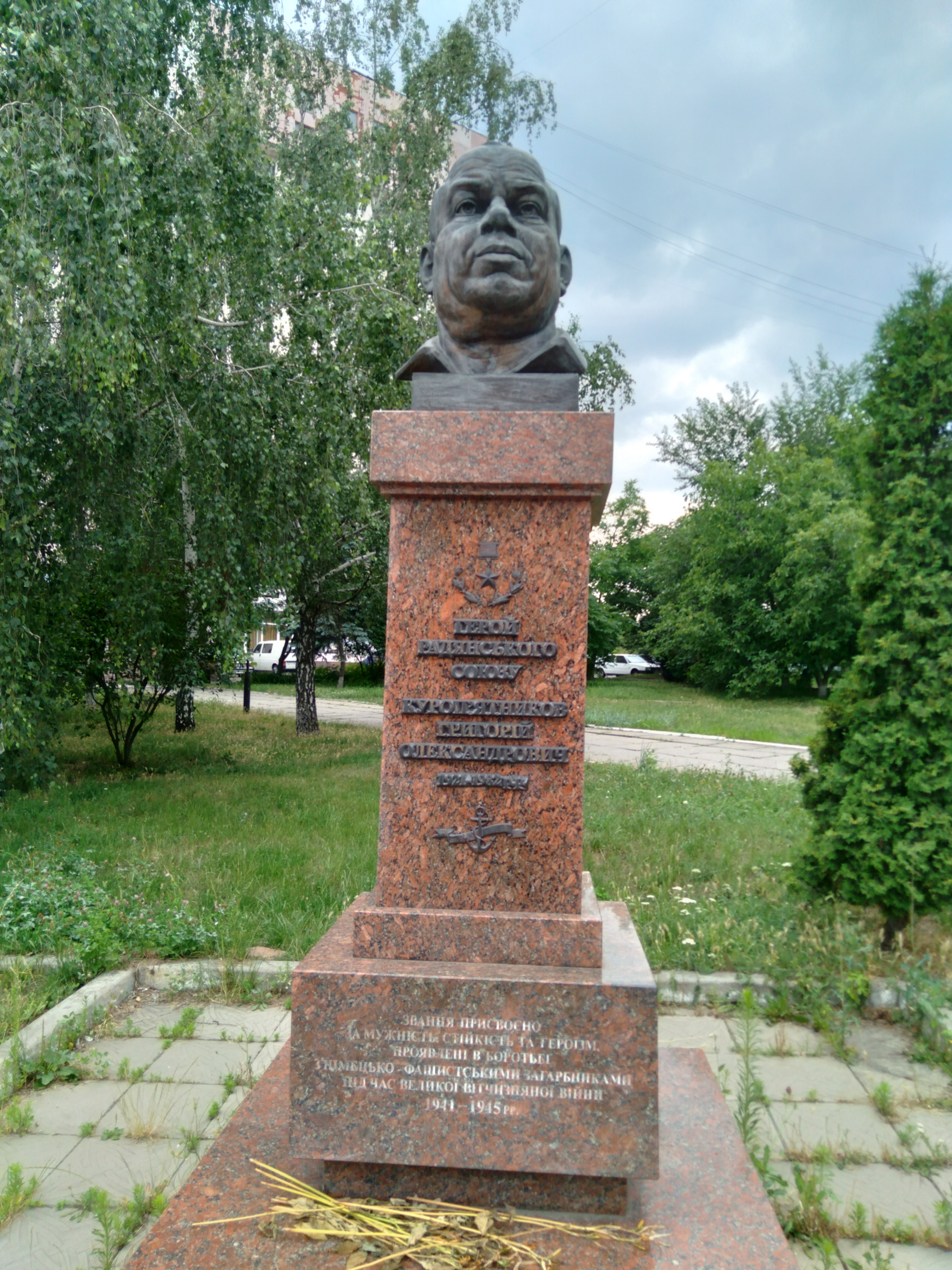
Памятник Куроп'ятникову в Кропивницькому

Його основні твори: «Два покоління» (1960), «На барщині» (1961), меморіальний комплекс визволителям м. Долина від нацистських загарбників в Івано-Франківській області (1969), пам'ятник Герою Радянського Союзу Олексію Єгорову (1972, м. Кропивницький), пам'ятний знак робочим заводу «Червона зоря», загиблим у Другій світовій війні (створений у співавторстві з Віктором Френчком, 1974, м. Кропивницький), пам'ятник О. С. Пушкіну (1977, м. Кропивницький), пам'ятник Тарасові Шевченку (1978, м. Світловодськ) та інші.

## Вшанування
В 2010 році в м. Кропивницькому на розі вулиць Гоголя і Тарковського встановлена меморіальна дошка (скульптор В. В. Френчко) на будинку де він жив.
В селі Бобрик Перший вулиця, на якій він народився, названа на його честь.